# Gesersagan

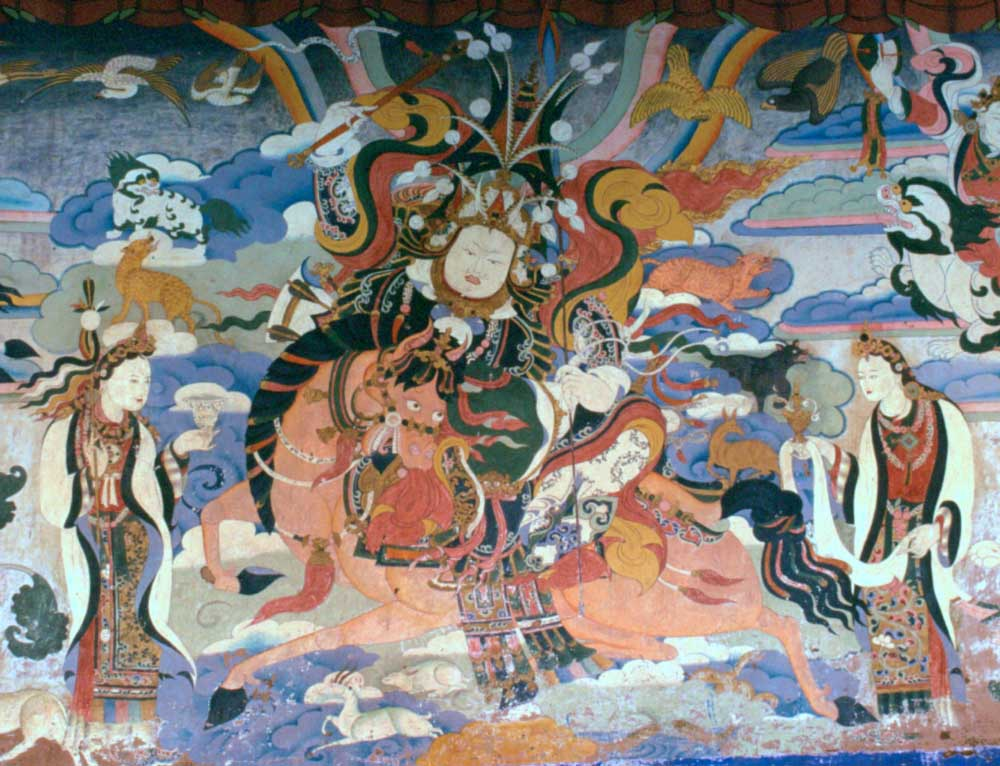
Väggmålning avbildande Gesar.

Gesersagan även Gesareposet är det största centralasiatiska eposet och känt hos bl. a. mongoler, tibetaner och kineser och av obekant ursprung.
Grundmotivet är Indra- eller Hormuzgudasonen Geser-Chans (hos tibetanerna Kesar) bedrifter. Geser föds som människa men har likväl många gudomliga förmågor. Geser besegrar alla onda makter (jättar, drakar och de tre konungarna i Shiraigol) och återställer det godas makt på jorden. Gesers krigiska dygder och hans slughet besjungs i hela Centralasien från Ladakh till Mongoliet, speciellt dock i östra Tibet. Gesareposet finns i tibetanska, mongoliska och turkspråkliga varianter. De som framför eposet var och är till stor del fortfarande speciella Gesar-barder, som memorerar mycket långa stycken av stoffet utantill. Eposet är mycket omfattande och tar sin början med världens skapelse. Antagligen var framträdandet tänkt att pågå i flera dagar. Geser var den manchuiska Qingdynastins skyddshelgon. Av Gesersagans otaliga varianter torde den 1716 i Kina utgivna sydmongoliska versionen, den så kallade Stora Gesersagan, vara den tidigast upptecknade. De tibetanska legenderna är troligen de äldsta.